# Ull Möck
Ull Möck (* 1961 in Stuttgart) ist ein deutscher Jazzmusiker (Piano, Keyboards, Komposition, Arrangement).

## Leben und Wirken
Möck erhielt ab dem Alter von zehn Jahren klassischen Klavierunterricht; nebenher spielte er Gitarre sowie zwei Jahre lang Trompete. Mit 15 Jahren spielte er bereits regelmäßig in verschiedenen Bands. Von 1981 bis 1985 absolvierte er ein klassisches Klavierstudium an der Staatlichen Hochschule für Musik Heidelberg/Mannheim.
Zwischen 1986 und 1989 war Möck am Staatstheater Stuttgart als Pianist und Korrepetitor (u. a. Bye Bye Showbiz, Linie 1) tätig. Seit 1989 leitet er sein Ull Möck Trio, mit dem er 1994 auf Satin Doll Productions sein Debütalbum How High the Moon veröffentlichte; 1996 wurde diesem Trio der mit 10.000 DM dotierte Förderpreis der Internationalen Bodenseekonferenz verliehen. Es folgten die Alben Drilling (1998) und Handling (2003). Möck konzentrierte sich dann vorrangig auf sein Quintett Labyrinth (Album 1999) und später auf sein Trio Arsis, mit dem er 2010 ein gleichnamiges Album vorlegte. 2017 erschien sein Soloalbum In Suspense bei mochermusic.
Möck arbeitete weiterhin mit Joe Viera, Lucas Heidepriem, Lothar Schmitz, Bill Molenhof, Claus Stötter, Thomas Stabenow, Bernd Konrad, Herbert Joos, Dizzy Krisch, Daniel Messina, Frank Kuruc, Ekkehard Rössle, Wolfgang Meyer, Max Herre/Philippe Kayser/DJ Friction und Fanta 4. 2004 trat er bei Jazzopen Stuttgart mit den Pointer Sisters auf. Er ist auch auf mehreren Produktionen von Peter Lehel sowie Alben von Pearl Bretter & the Jazz (Hear We Go!), Meinhard „Obi“ Jenne, Lilly Thornton, Axel Kühn (Open Minded, Zeitgeist) sowie der Charly Haigl’s Festival Band um Karoline Höfler zu hören.
Möck lehrt außerdem seit 2009 als Dozent für Jazz/Pop-Piano an der Musikhochschule Stuttgart.